# Целль-ам-Мос
Целль-ам-Мос (нем. Zell am Moos) — община (нем. Gemeinde) в Австрии, в федеральной земле Верхняя Австрия. 
Входит в состав округа Фёклабрукк.  Население составляет 1498 человек (на 31 декабря 2005 года). Занимает площадь 25 км². Официальный код  —  41751.

## Политическая ситуация
Бургомистр общины — Вильхельм Лангвальнер (АНП) по результатам выборов 2003 года.
Совет представителей общины (нем. Gemeinderat) состоит из 19 мест.
- АНП занимает 14 мест.
- СДПА занимает 5 мест.